# 比爾基朗省
14°08′N 15°45′W / 14.133°N 15.750°W
比爾基朗省（法語：Département de Birkelane），是塞內加爾的省份，位於該國中部，由卡夫林區負責管轄，首府設於比爾基朗，東北面是馬萊姆奧達爾省，2013年人口101,217。